# مدخل تاریخ شرق اسلامی
مدخل تاریخ شرق اسلامی کتابی از ژان سواژه با ترجمهٔ نوش‌آفرین انصاری است که در سال ۱۳۶۶ منتشر و در مراسم کتاب سال جمهوری اسلامی ایران به‌عنوان کتاب برگزیده معرفی شد.